# Турчинът
Турчинът (на немски: Schachtürke; на унгарски: A Török) е фалшива машина, играеща шахмат, конструирана в края на 18 век.
От 1770 година, до нейното унищожаване при пожар през 1854 година, тя е показвана от различни собственици като автомат, макар че още в началото на 20-те години на 19 век е показано, че всъщност става дума за сложна мистификация. Конструиран и демонстриран за пръв път през 1770 година от Волфганг фон Кемпелен (1734 – 1804), за да впечатли императрица Мария Тереза, механизмът имитира добра игра на шах срещу противник човек и решава задачата за хода на коня, при която конят трябва да се движи по шахматната дъска, така че да премине през всяко поле точно по веднъж.
В действителност Турчинът е механична илюзия, която дава възможност на човек шахматист да се скрие във вътрешността и да задвижва машината. С умел оператор Турчинът успява да спечели повечето шахматни партии, които играе по време на демонстрации в Европа и Америка в продължение на 84 години срещу множество противници, сред които държавниците Наполеон Бонапарт и Бенджамин Франклин. Не е известно кой управлява механизма по време на първоначалното турне на Кемпелен. Когато през 1804 година устройството е купено от Йохан Непомук Мелцел, той използва като оператори по време на демонстрации шахматисти, сред които Йохан Баптист Алгайер, Иасинт Анри Бонкур, Аарон Александър, Уилям Люис, Жак Франсоа Муре и Уилям Шлумбергер.